# S/2003 J 23
S/2003 J 23是木星的一顆外層天然衛星。它是夏威夷大學史考特·雪柏等人於2004年從2003年的影像中發現。
S/2003 J 23的直徑約2公里，在約792天的週期，以24,700,000公里的平均距離繞木星運行，與黃道成146°的傾斜度，沿逆行方向運行，離心率為0.321。
它屬於帕西法厄群，此群的衛星是繞木星運行的不規則逆行衛星，距離在22.8到24.1 Gm之間，傾角範圍在144.5°到158.3°之間。

2003年2月6日發現影像的模擬動畫。

CFHT（加法夏天文台）於2017年2月24日拍攝，再發現S/2003 J 23的影像。

這顆衛星曾被認為是失落的天體。直到2020年末，雪柏和業餘天文學家凱利才分別再找到它。2021 1月13日小行星中心在2011年1月13日宣佈這顆再度發現這顆衛星的，而雪柏隨後於2021年1月27日公佈了他再發現的觀測結果。